# KSS해운
KSS해운(KSS Line Ltd.)은 대한민국의 기업이다. 본사는 서울시 종로구 인사동길 12 대일빌딩 8층에 위치해 있으며 대표이사는 박찬도이다.

## 경영
2023년 3분기 영업이익이 전년 대비비에 38% 증가하였다.

## 상장
2007년 10월 26일에 공모가 65,000원에 상장하였다.

## 참고문헌
1. ↑  "배만 뜨면 떼돈 번다"…KSS해운 시총 1800억인데 영업익 900억?, 한국경제, 2023.11.05
2. ↑  KSS해운 3분기 영업익 666억… 전년比 38.3%↑, 조선비즈, 2023.11.14